# Dornier Do 435
Il Dornier Do 435 era un caccia notturno biposto realizzato dall'azienda Dornier-Werke GmbH negli anni quaranta e rimasto ai primi stadi di sviluppo.
Era una delle varianti previste dal progetto del Dornier Do 335 Pfeil.

## Storia del progetto
Lo sviluppo del Do 435 è fortemente legato all'evoluzione del progetto principale, il Do 335 Pfeil, nato sull'idea di Claude Dornier di sfruttare le caratteristiche tecniche di un velivolo bimotore con entrambi i propulsori integrati nella fusoliera, in configurazione traente-spingente, e sperimentato anche se solo parzialmente nel Göppingen Gö 9.
Il Pfeil, così come era stato soprannominato il progetto, era stato ideato come aereo da caccia multiruolo e per lo sviluppo delle stesse, tra la metà del 1943 ed il 1944, venne iniziata la costruzione di 14 prototipi, che per la convenzione ufficiale RLM erano accompagnati dalla sigla dell'apparecchio seguita da una V (Versuch) ed un numero progressivo; assunsero quindi le designazioni da Do 335 V1 a Do 335 V14.
Lo sviluppo della variante da caccia notturna, la cui versione di serie avrebbe assunto la designazione ufficiale RLM Do 435, era abbinata al Do 335 V4, Wk.N 230004, che ricevette l'immatricolazione militare CP+UD. Le difficoltà in cui versava la Germania nazista durante le fasi finali della seconda guerra mondiale imposero lo sviluppo delle versioni da caccia/cacciabombardiere per cui, anche a causa inizialmente della confusione dei meccanismi burocratico-militari e, successivamente dei bombardamenti alleati che colpirono Friedrichshafen, sede degli stabilimenti Dornier dove venivano realizzati, la struttura del V4 non venne mai completata.

## Tecnica
L'aspetto finale che avrebbe assunto il Do 435 non era troppo dissimile al progetto originale ma se ne distanziava principalmente per l'adozione di un secondo abitacolo separato da quello di pilotaggio, entrambi pressurizzati, e posizionato in tandem sulla parte superiore della fusoliera. Inoltre era prevista una diversa ala, realizzata in legno, caratterizzata da un maggior valore di allungamento alare.

## Do 435/E 535
Nel 1943 la Dornier iniziò lo sviluppo di una serie di studi per installare un jet nella parte posteriore della Dornier Do 335 nell'intento di sostituire il motore a pistoni. A metà del 1944 si decise un'ulteriore elaborazione di questi progetti. Successivamente, il progetto venne trasferito alla Heinkel, dal momento che aveva più esperienza nell'uso dei motori a reazione e lo sviluppo della caccia notturni. L'unità venne designata a quel punto come Heinkel He 535/E 535.